# Tabou (film, 1931)
Pour les articles homonymes, voir Tabou (homonymie).
Pour plus de détails, voir Fiche technique et Distribution.
Tabou (Tabu) est un film américain muet réalisé par Friedrich Wilhelm Murnau et Robert Flaherty sorti en 1931. C'est le dernier film de Friedrich Wilhelm Murnau.

## Synopsis
Dans l'île de Bora-Bora, un jeune pêcheur de perles, Matahi, et une merveilleuse jeune fille, Reri, tombent amoureux. Au vu de sa grande beauté, Hitu, le sorcier l'a choisie comme prêtresse sacrée. Elle doit donc selon la tradition, rester vierge et il la déclare tabou.
Rien n'y fait, les deux amants décident de s'échapper, ils fuient, poursuivis par Hitu.
Le film se découpe en deux parties :
- Le Paradis
- Le Paradis perdu

## Fiche technique
- Titre original : Tabu ou Tabu, A Story of The South Seas
- Réalisation : Friedrich Wilhelm Murnau et Robert Flaherty
- Scénario : Edgar G. Ulmer, d'après une idée originale de Robert Flaherty
- Photo : Floyd Crosby
- Photographe de plateau : Émile Savitry
- Musique : Hugo Riesenfeld, W. Franke Harling (non crédité), Milan Roder (non crédité)
- Musique dans le cadre de ciné-concerts en 2012 : Christine Ott
- Pays d’origine :  États-Unis
- Format : cinéma muet
- Durée : 84 minutes
- Date de sortie : 1931
- Société de production : Golden Bough, Inc.[1]

## Distribution

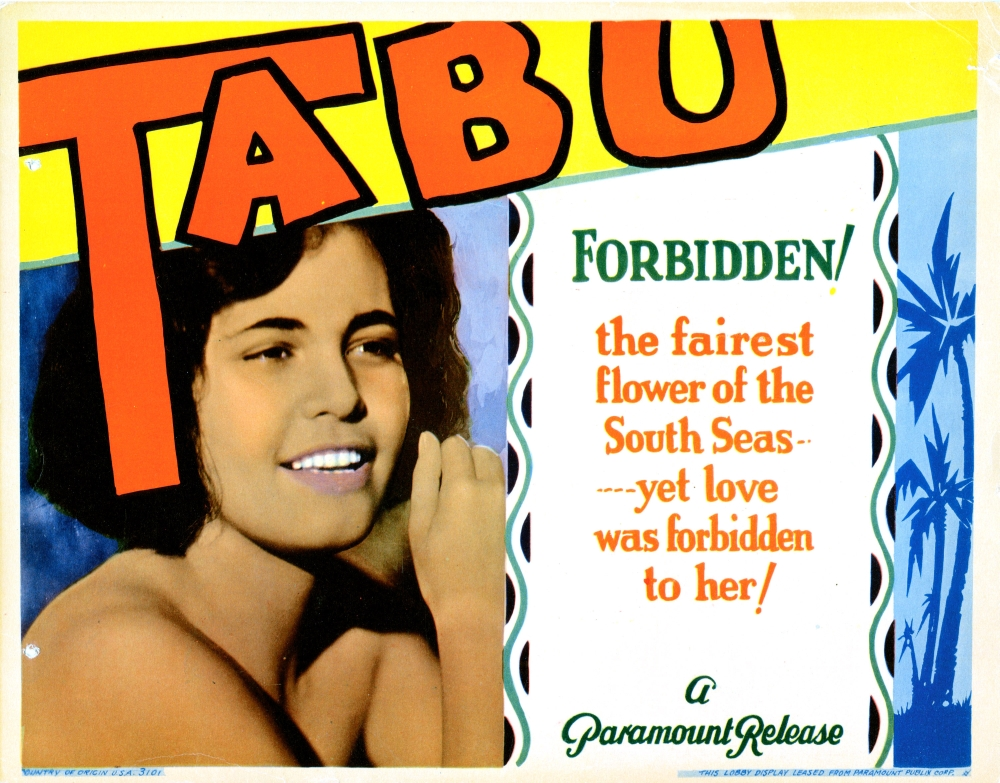
Carte promotionnelle du film.

- Anne Chevalier : Reri, la jeune fille
- Matahi : le pêcheur de perles
- Hitu : le vieux chef
- Jean : le policier
- Jules : le capitaine
- Ah Fong : le commerçant chinois

## Autour du film
(mars 2018).
Si vous disposez d'ouvrages ou d'articles de référence ou si vous connaissez des sites web de qualité traitant du thème abordé ici, merci de compléter l'article en donnant les références utiles à sa vérifiabilité et en les liant à la section « Notes et références ».
Robert Joseph Flaherty est crédité au générique comme coréalisateur mais à la question de George Sadoul lui demandant de qui était Tabou il répondit sans ambages "de Murnau". Bien qu'un tiers des images du film sont de Flaherty (enregistrées avant l'arrivée de Floyd Crosby), le documentariste considère que « la version de Murnau de la légende du tabou non seulement “romantisait”, mais encore occidentalisait les mœurs polynésiennes, et cela aussi bien du point de vue psychologique que de celui des motivations. »,
Certaines scènes qui montraient des nageurs nus furent censurées, aux États-Unis et en Finlande.
Le film, muet, fut présenté à la télévision sur une musique d'inspiration polynésienne de Violeta Dinescu.

### Tournage
Le tournage à Bora-Bora dure près de dix-huit mois.
De nombreuses légendes l'entourent. Selon l’une d’elles, Murnau, ainsi que son équipe technique, auraient violé de nombreux tabous locaux en installant leur matériel dans un ancien cimetière. Selon une autre, le réalisateur et l’équipe technique auraient tourné sur des récifs sacrés. Ces rumeurs se nourrissent notamment de plusieurs incidents s'étant produits sur le tournage : noyades, intoxications, explosions... Incidents encore aujourd'hui inexpliqués.
Ainsi, le chaman Hitu, véritablement connu sur l’île, aurait maudit le réalisateur pour tous les sacrilèges qu’il aurait commis. 
Comble du sort, Murnau décède dans un accident de voiture, huit jours avant la première de son film, prévue le 18 mars 1931 à New York.

## Hommage
Éric Rohmer le qualifie de « plus grand film du plus grand auteur de films ».
Dans le film de Marcel Carné, La Marie du port, (1950), Jean Gabin possède une salle de cinéma dans laquelle on peut voir quelques courts extraits de "Tabou".
Tabou, un film réalisé par Miguel Gomes et sorti en 2012, est une adaptation libre de l’œuvre de Murnau.